# Râul Drajna
Râul Drajna este un curs de apă afluent al râului Teleajen. Izvorăște din Munții Tătaru, Vârful lui Crai (1.473m). 

## Hărți
- Harta Județului Prahova